# Simon Paulli
Simon Paulli (Rostock, 6 april 1603 - Kopenhagen, 25 april 1680) was een Deense arts en natuuronderzoeker. Hij was hoogleraar anatomie, chirurgie en botanie aan de Universiteit van Kopenhagen. Het geslacht Paullinia is naar hem vernoemd.
Paulli was de eerste lijfarts van Frederik III van Denemarken en leverde waardevolle bijdragen op het gebied van geneeskunde en plantkunde, met name Quadripartitum Botanicum. Ook nam Paulli het initiatief om een van de universiteitsgebouwen om te bouwen tot een anatomisch theater, Domus Anatomica geheten.

## Persoonlijk leven
Paulli was de zoon van Henry Paulli, een arts van de koningin-weduwe van Denemarken. Zijn grootvader was Simon Paulli, een Duitse theoloog en eerste stadsinspecteur van Rostock. Paulli genoot onderwijs in verschillende steden, waaronder Rostock, Leiden, Parijs en Kopenhagen. Hij studeerde tussen 1626 en 1629 af aan de Universiteit van Kopenhagen. Hij ontving zijn MD van Wittenberg en werkte als arts in zowel Rostock als Lübeck.
Paulli kreeg drie zonen: Jacob Henrik, Daniel en Olliger (Holger). De laatstgenoemde was een religieuze fanaticus, die aan de Goudkust in slaven handelde en daarmee een fortuin verdiende. Later ageerde hij voor het zionisme, in de overtuiging dat hij door God was gekozen als hoofd van een nieuwe abrahamitische religie die joden en christenen zou verenigen. Als predikant diende hij in Amsterdam bij een joodse gemeente.

## Werken
- Quadripartitum Botanicum, de Simplicium Medicamentorum Facultatibus (1639)
- Flora Danica (1648)
- De Abusu Tabaci Americanorum Veteri, Et Herbæ Thee Asiaticorum in Europa Novo (1655)
- Anatomisch- und Medicinisches Bedencken (1672)

- Bibsys: 90404960
- Bibliothèque nationale de France: cb17163953b (data)
- Catàleg d'autoritats de noms i títols de Catalunya: 981058518423906706
- Gemeinsame Normdatei: 124150993
- International Standard Name Identifier: 0000 0001 2281 8565
- Library of Congress Control Number: n86863231
- Nationale Bibliotheek van Tsjechië: nlk20010096598
- Nationale Bibliotheek van Polen: a0000003137850
- Nederlandse Thesaurus van Auteursnamen: 070924325
- Réseau des bibliothèques de Suisse occidentale: 02-A000128684
- Istituto Centrale per il Catalogo Unico: PUVV167522
- LIBRIS: 336863
- Système universitaire de documentation: 167582119
- Virtual International Authority File: 73934886
- WorldCat: E39PBJwMHKCvFCf9FhMVhY7T73